# Afrikaans
Afrikaans, früher auch Kapholländisch oder Kolonial-Niederländisch genannt, ist eine der elf Amtssprachen in der Republik Südafrika und eine anerkannte Minderheitensprache und Lingua franca in Namibia. Es gehört zum westgermanischen Zweig der indogermanischen Sprachen und ist aus dem Neuniederländischen des 17. Jahrhunderts entstanden. Verglichen mit der heutigen niederländischen Standardsprache hat Afrikaans erhebliche morphologische Vereinheitlichungen und Vereinfachungen durchlaufen. Ursprünglich war es die Sprache der Buren, während heute die Mehrheit der Afrikaans-Muttersprachler sogenannte Coloureds sind.

## Verbreitung

Anteil der Afrikaanssprecher an der Bevölkerung Südafrikas (2011)
0–20 %
20–40 %
40–60 %
60–80 %
80–100 %

Geografische Dichte der Afrikaanssprecher in Südafrika. Rot: mehr als 3000 muttersprachliche Sprecher je Quadratkilometer; hellgelb: weniger als drei muttersprachliche Sprecher je Quadratkilometer

Anteil der Afrikaans-Muttersprachler an der Bevölkerung Namibias (2011)
1%
1–5,99 %
6–10,99 %
11–20,99 %
21–30,99 %
31–49,99 %

Afrikaans wird hauptsächlich in Südafrika (17,54 Millionen Sprecher) und Namibia (220.000) gesprochen, außerdem  in anderen Staaten des südlichen Afrikas, darunter Sambia (96.000), Eswatini (17.000) und Botswana (8000). Afrikaans ist ebenfalls in klassischen Einwanderstaaten örtlich anzutreffen: In Australien leben nahezu 44.000 Sprecher, in Kanada 10.300,
in den Niederlanden 14.300 (jeweils Stand 2016), in Neuseeland 27.400 (Stand 2013), im Vereinigten Königreich 11.200 (Stand 2011) und in den Vereinigten Staaten rund 23.000 Sprecher (Stand 2015).
In Südafrika ist Afrikaans die Muttersprache von etwa 13,5 % aller Einwohner (laut amtlicher Volkszählung von 2011) bzw. von 13,78 % der über fünfzehnjährigen Bevölkerung (Stand 2015). Damit nimmt Afrikaans hinsichtlich des muttersprachlichen Gebrauchs von den elf offiziellen Landessprachen hinter isiZulu und isiXhosa den dritten Platz ein. Seit den 1980er Jahren gibt es mehr nicht-weiße als weiße Muttersprachler. Von allen Afrikaans-Muttersprachlern in Südafrika sind 50,2 % Coloureds, 39,5 % Weiße, 8,8 % Schwarze, 0,9 % Asiatischstämmige und 0,6 % Sonstige (zur Unterscheidung siehe auch Demografie Südafrikas).
| Muttersprachler in Südafrika, Stand 2011 |                |
| weiß                                     | 2,71 Millionen |
| Coloured                                 | 3,44 Millionen |
| schwarz                                  | 0,60 Millionen |
| Inder                                    | 0,06 Millionen |
| Sonstige                                 | 0,04 Millionen |
| Gesamt                                   | 6,86 Millionen |

61 % der Weißen und 76 % der Coloureds in Südafrika sprechen Afrikaans als Muttersprache (Stand 2011). Daneben gibt es mehrere Millionen Menschen, die Afrikaans als Zweit- oder Drittsprache beherrschen. Nach dem Community Survey 2007 sowie der Mid-Year Estimation 2007 wurden folgende Schätzungen über die Anzahl der Südafrikaner mit Afrikaans als Zweit- oder Drittsprache angestellt:
| Zweitsprachler mit Sprachfähigkeiten von Muttersprachlern in Südafrika    |                   |
| weiß                                                                      | 0,88 Millionen    |
| Coloured                                                                  | 0,43 Millionen    |
| schwarz                                                                   | 5,44 Millionen    |
| Inder                                                                     | unbekannt         |
| Gesamt                                                                    | 6,75 Millionen    |
| Zweit- oder Drittsprachler mit sprachlichen Grundkenntnissen in Südafrika |                   |
| weiß                                                                      | 0,52 Millionen    |
| Coloured                                                                  | 0,52 Millionen    |
| schwarz                                                                   | 12–16 Millionen0. |
| Inder                                                                     | unbekannt         |
| Gesamt                                                                    | unbekannt         |

Weltweit gibt es etwa 16 bis 22 Millionen Menschen, die sich auf Afrikaans verständigen können.

## Geschichte

### Entstehen einer eigenständigen afrikaansen Sprache
Im Jahr 1652 wurde Kapstadt im Auftrag der Niederländischen Ostindien-Kompanie gegründet. Die ersten Bewohner der Stadt waren vor allem Beamte und Seefahrer, die nur zeitweise dort lebten und Niederländisch sprachen. Mit der Gründung von Stellenbosch begann 1679 die systematische Besiedlung der Gebiete um Kapstadt durch niederländische Bürger.
Durch die seit dem 17. Jahrhundert bestehende Isolierung vom ursprünglichen niederländischen Sprachraum in Europa entwickelte sich Afrikaans aus dem Neuniederländischen zu einer eigenständigen Sprache, die im 20. Jahrhundert die völlige Anerkennung als solche erlangt hat. In der Sprachwissenschaft wird es als Ausbausprache klassifiziert. Bereits seit 1775 konnte eine eigenständige Sprachentwicklung festgestellt werden; zu diesem Zeitpunkt sprachen die meisten Bewohner der Kapkolonie kein reines Niederländisch mehr. Dennoch blieb Niederländisch bis Anfang des 20. Jahrhunderts Schriftsprache in Südafrika, die in den Schulen unterrichtet wurde, während Afrikaans lange Zeit eher dem mündlichen Bereich vorbehalten war. Afrikaans unterscheidet sich vom Niederländischen einerseits durch vielfältige Neuerungen (meistens Vereinfachungen) im Bereich der Wortform (Morphologie), andererseits durch Entlehnungen insbesondere aus afrikanischen Sprachen und dem Englischen.

### Sprachkontakte mit anderen südafrikanischen Sprachen
Bis 1714 erhielten die sogenannten Treckburen pachtfreies Weideland an den Grenzen der Kapkolonie, was eine schnelle Ausbreitung des Niederländischen ins Landesinnere ermöglichte. Zu dieser Zeit bestand ein enger Sprachkontakt der Siedler mit dem Volk der Nama. Die Pockenepidemie von 1713 hatte zur Folge, dass sich viele Nama bei den Niederländern verdingten und schließlich in deren Sprachgruppe aufgingen. Der Kontakt mit den Nama trug Anfang des 18. Jahrhunderts zum Beginn des Flexionsabbaus der niederländischen Sprache in Südafrika und dem Entstehen des Afrikaans als eigenständige Sprache bei.
Einfluss auf die Entwicklung des Niederländischen hin zum Afrikaans hatte zudem der am Ende des 17. Jahrhunderts einsetzende und im gesamten 18. Jahrhundert anhaltende Import von Versklavten aus Südostasien, die Malaiisch oder Kreolportugiesisch sprachen. Das von dieser Bevölkerungsgruppe unvollständig erlernte Niederländisch hatte ebenfalls Einfluss auf den Flexionsabbau und die Vereinfachung der Grammatik des südafrikanischen Niederländisch.

### Konkurrenz des Afrikaans mit Englisch und Niederländisch, Ausbau des Afrikaans zur Staatssprache

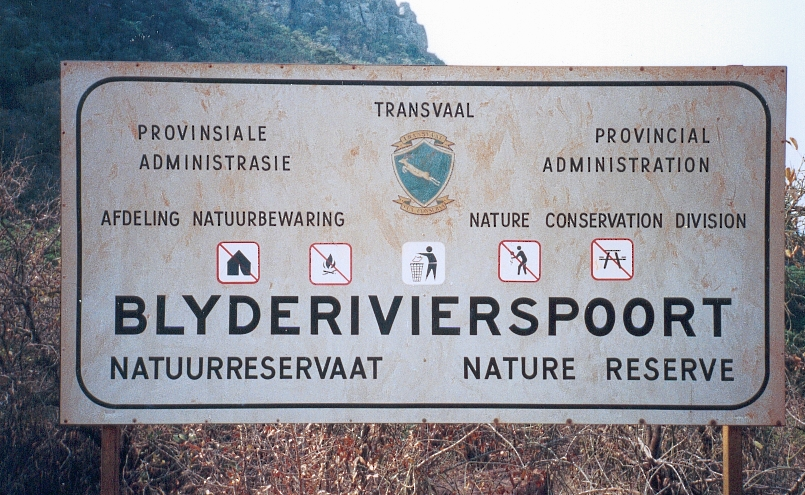
Zweisprachiges Hinweisschild (Afrikaans/Englisch) am Blyde River Canyon

Zweisprachiges Parkverbotsschild (Englisch/Afrikaans) in Kapstadt

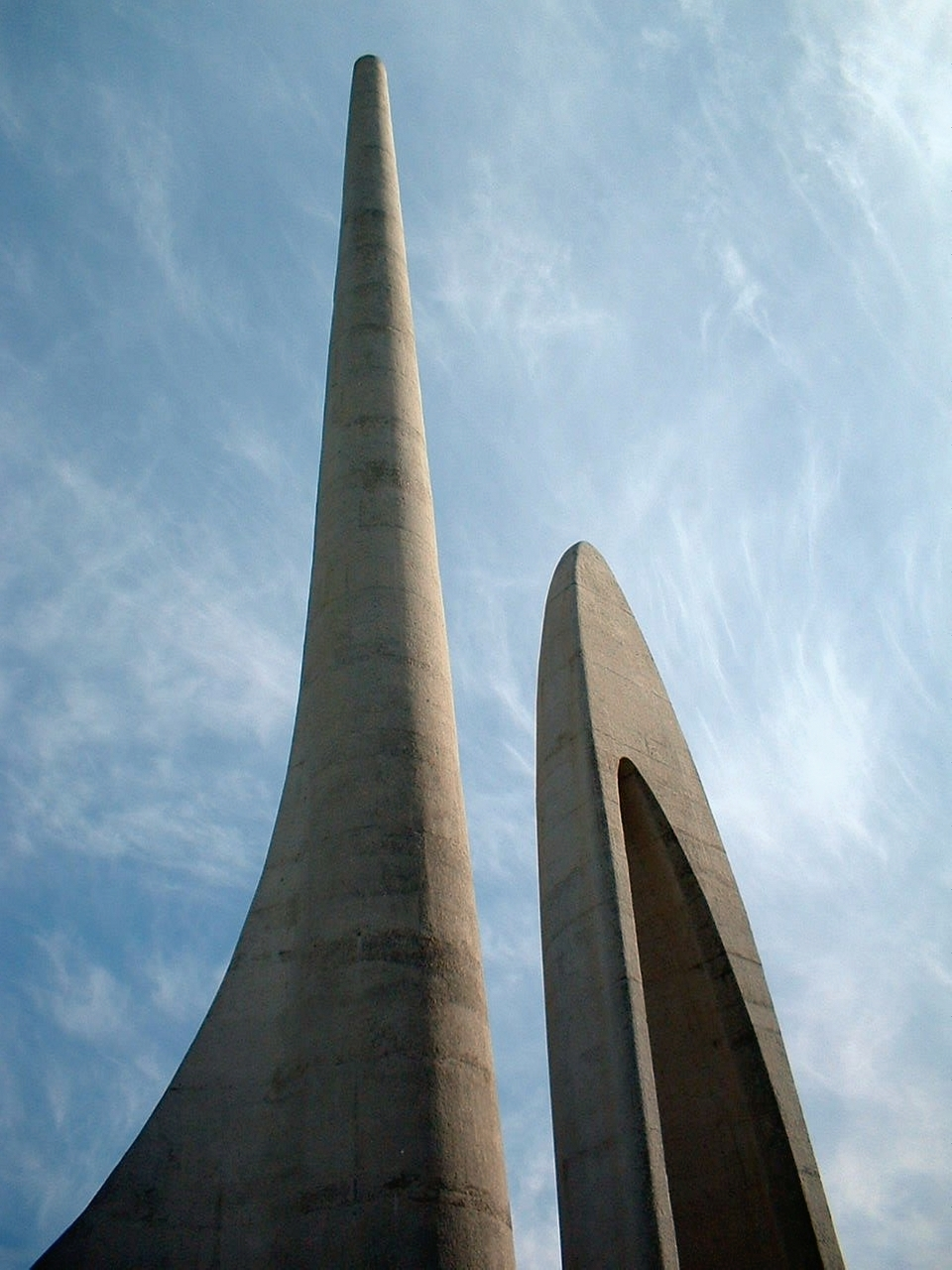
Das Afrikaanse Taalmonument, Sprachdenkmal bei Paarl, Provinz Westkap

1806 ging die Kapkolonie in britischen Besitz über. Fortan stand Afrikaans in ständiger Konkurrenz zum Englischen, das durch die Ansiedlung einer britischen Führungsschicht in Südafrika ein höheres Prestige errang. Der Kontakt mit dem Englischen bewirkte zahlreiche Entlehnungen in verschiedenen Bereichen des Wortschatzes.
1875 gründete sich in Paarl die Genootskap van Regte Afrikaners, eine Vereinigung, die auf die Anerkennung des Afrikaans als eigenständige Sprache hinarbeitete, um es aus der dialektalen Abhängigkeit vom Niederländischen zu lösen. Der Verein gab von 1876 an die erste afrikaanssprachige Zeitschrift heraus, Die Afrikaanse Patriot. Der vom Niederländischen unabhängige Wortschatz des Afrikaans hatte sich zu diesem Zeitpunkt bereits stark vergrößert, und die ersten Bücher auf Afrikaans, darunter Grammatiken und Wörterbücher, erschienen.
Dennoch wurden bei der Gründung der Südafrikanischen Union am 31. Mai 1910 zunächst Englisch und Niederländisch zu gleichwertigen Amtssprachen erklärt. Am 8. Mai 1925 wurde in Südafrika per Gesetz festgelegt, dass die Bezeichnung „Niederländisch“ Afrikaans einschließe; damit war Afrikaans neben Niederländisch und Englisch als Amtssprache in der Südafrikanischen Union anerkannt. Die Verfassung der Republik Südafrika von 1961 bekräftigte nochmals den Status von Afrikaans und Niederländisch als Synonyme. In der Verfassung von 1981 wurde erklärt, dass der Begriff „Afrikaans“ Niederländisch einschließe beziehungsweise Afrikaans mit diesem identisch sei. Im öffentlichen Raum, Gesetzgebung, Verwaltung und Unterrichtswesen kamen de facto nur noch englische und afrikaanse, jedoch keine niederländischen Texte mehr zum Einsatz. Bis 1994 waren Afrikaans und Englisch alleinige Amtssprachen Südafrikas.
1975 errichtete die südafrikanische Regierung in Paarl, dem etwa 50 Kilometer nördlich von Kapstadt liegenden Gründungsort der Genootskap, das Afrikaanse Taalmonument, ein Denkmal, das die Bedeutung des Afrikaans symbolisieren soll.
Eine erste sprachwissenschaftliche Darstellung des Afrikaans in deutscher Sprache veröffentlichte Heinrich Meyer-Benfey im Jahr 1901.

### Status des Afrikaans während der Apartheid und heute
Im Apartheidsstaat Südafrika sollte 1976 Afrikaans für die gesamte schwarze Bevölkerung als Unterrichtssprache eingeführt werden, also auch für jene Teile, die Afrikaans nicht als Muttersprache sprachen. Daraufhin kam es am 16. Juni 1976 in Soweto zu Schülerprotesten, die niedergeschlagen wurden. Zum Symbol für die Brutalität der weißen Polizisten wurde der Tod des zwölfjährigen Hector Pieterson.
Spätestens seit Anfang der 1990er Jahre gibt es mehr nicht weiße als weiße Sprecher des Afrikaans, da die Mehrheit der Bevölkerungsgruppe der Coloureds Afrikaans als Muttersprache spricht. Bei der schwarzen Bevölkerung, die die Mehrheit der Bewohner Südafrikas bildet, ist Afrikaans eher unbeliebt, weil es an die Apartheid erinnert. Daher hat Afrikaans seit 1994 gegenüber dem Englischen als Verkehrssprache und Lingua Franca aller Bevölkerungsgruppen Südafrikas etwas an Bedeutung verloren, obwohl es hinsichtlich der Anzahl seiner muttersprachlichen Sprecher die drittgrößte Sprache Südafrikas ist.

## Rechtschreibung und Aussprache
Noch konsequenter als im Niederländischen richtet sich im Afrikaans die Rechtschreibung nach der Aussprache. Die im Niederländischen noch unterschiedenen, aber gleich ausgesprochenen Buchstaben g und ch sind im Afrikaans zu g zusammengefallen. Lediglich die grafische Unterscheidung zwischen y (niederländisch ij) und ei ([ɛɪ̯]) sowie zwischen v und f ([f]) wird aus etymologischen Gründen beibehalten.
| Afrikaans     | Niederländisch      | Deutsch |
| ------------- | ------------------- | ------- |
| gaan [xɑːn]   | gaan [xaːn], [ɣaːn] | gehen   |
| nag [nax]     | nacht [nɑxt]        | Nacht   |
| vry [frɛɪ̯]    | vrij [frɛɪ̯]         | frei    |
| beide [bɛɪ̯də] | beide [bɛɪ̯də]       | beide   |
| vyf [fɛɪ̯f]    | vijf [fɛɪ̯f]         | fünf    |

Die Unterscheidung zwischen offenen und geschlossenen Silben ist wie im Niederländischen wichtig für die Schreibung der langen und der kurzen Vokale: In betonten offenen Silben können nur Langvokale stehen und werden stets einfach geschrieben (va-der ‚Vater‘); in geschlossenen Silben müssen Langvokale hingegen verdoppelt (brood ‚Brot‘) werden, während Kurzvokale in geschlossenen Silben einfach (kat ‚Katze‘) geschrieben werden. Wenn geschlossene Silben mit langem Vokal durch Flexion zu offenen Silben werden, wird der Vokal nur einmal geschrieben (so wird brood im Plural zu bro-de); wenn geschlossene Silben mit kurzem Vokal durch Flexion zu offenen Silben werden, wird der Konsonant, der im Auslaut stand, verdoppelt (kat wird zu kat-te).
Buchstabenkombinationen wie oe, eu, ie, ei, ui, ou sind kurz bis mittellang und werden im Schriftbild nicht verdoppelt.
Da die ehemals nur quantitative Unterscheidung (kurz – lang) sich bei den Vokalpaaren e – ee, o – oo und u – uu durch Lautwandel zu einer qualitativen Unterscheidung entwickelt hat, wurden für die langen Versionen von e, o und u die Buchstaben ê, ô und û eingeführt.
Die Rechtschreibung des Afrikaans ist wegen ihrer Nähe zur Aussprache einfach zu erlernen. Bis auf wenige Ausnahmen kann jeder Buchstabe auf nur eine Art ausgesprochen werden. Eine Ausnahme hiervon bilden stimmhafte Laute, die am Ende einer Silbe (wie im Deutschen) Auslautverhärtung erfahren (hand, ‚Hand‘, wird tatsächlich hant ausgesprochen), eine weitere die Buchstabenkette -tjie am Ende von Diminutiven, die [ki] ausgesprochen wird.
In der Regel ist die erste Silbe eines Wortes betont. Ausnahmen bilden Wörter mit den Vorsilben ver-, be-, ge-, ont-, her-, bei denen die zweite Silbe betont wird.
In unbetonten Silben treten nur kurze Vokale auf. In schnell gesprochener Sprache werden sie häufig zu [ə] abgeschwächt. In betonten offenen Silben stehen nur lange Vokale (oder oe, eu, ie, ei, ui, ou), in betonten geschlossenen Silben können lange und kurze Vokale stehen.

### Einzelvokale
| Vokal                              | in geschlossener Tonsilbe | in geschlossener Tonsilbe            | in offener Tonsilbe                      |
| Vokal                              | kurz                      | lang                                 | lang                                     |
| ---------------------------------- | ------------------------- | ------------------------------------ | ---------------------------------------- |
| [i], [iː] (wie deutsches ie)       | diep [dip] ‚tief‘         | vor r: vier [fiːr] ‚vier‘            | geskiedenis [xə'skiːdəˌnəs] ‚Geschichte‘ |
| [y], [yː] (wie deutsches ü)        | nuus [nys] ‚Neuigkeiten‘  | vor r: muur [myːr] ‚Mauer‘           | mure ['myːrə] ‚Mauern‘                   |
| [u], [uː] (wie deutsches u)        | boek [buk] ‚Buch‘         | vor r: broer [bruːr] ‚Bruder‘        | moeder ['muːdər] ‚Mutter‘                |
| [ɛ], [ɛː] (wie kurzes ä in Männer) | net [nɛt] ‚Netz‘          | vor r: werk [væːrk] ‚arbeiten‘,      | hê [hɛː] ‚haben‘                         |
| [ɛː] (wie langes ä in Mähne)       |                           | vor rd, rs, rt: perd [pæːrt] ‚Pferd‘ |                                          |
| [œ], [œː] (wie kurzes ö in können) | vurk [fœrk] ‚Gabel‘       |                                      | brûe ['brœːə] ‚Brücken‘                  |
| [ɔ], [ɔː] (wie kurzes o in offen)  | bottel ['bɔtəl] ‚Flasche‘ |                                      | môre ['mɔːrə] ‚morgen‘                   |
| [a], [ɑː] (wie deutsches a)        | nat [nat] ‚nass‘          | naam [nɑːm] ‚Name‘                   | vader ['fɑːdər] ‚Vater‘                  |
| [ə] (wie unbetontes e)             | kind [kənt] ‚Kind‘        |                                      | wîe [vəːə] ,Keile’                       |

### Diphthonge
| Diphthong                      | in geschlossener Tonsilbe                | in offener Tonsilbe                     |
| ------------------------------ | ---------------------------------------- | --------------------------------------- |
| [ɪə̯] (wie ea in engl. fear)    | peer [pɪə̯r] ‚Birne‘                      | nege ['nɪə̯xə] ‚neun‘                    |
| [ʊə̯] (wie kurzes u + [ə])      | hoor [hʊə̯r] 'hören'                      | olie ['ʊə̯li] ‚Öl‘                       |
| [ɛɪ̯] (wie ay in engl. may)     | vyf [fɛɪ̯f] ‚fünf‘, steil [stɛɪ̯l] ‚steil‘ | my [mɛɪ̯] ‚mein‘, beide ['bɛɪ̯də] ‚beide‘ |
| [øə̯] (wie langes ö + [ə])      | seun [søə̯n] ‚Sohn‘                       | meule ['møə̯lə] ‚Mühle‘                  |
| [œʊ̯] (wie o in brit. engl. go) | oud [œʊ̯t] ‚alt‘                          | blou [blœʊ̯] ‚blau‘                      |
| [œɪ̯] (wie frz. œil)            | uit [œɪ̯t] ‚aus‘                          | suiker ['sœɪ̯kər] ‚Zucker‘               |

### Doppelvokale
| Doppelvokal                | in offener Tonsilbe     |
| -------------------------- | ----------------------- |
| [iu̯] (wie i in Mieter + u) | leeu [liu̯] ‚Löwe‘       |
| [uɪ̯] (wie u in tun + i)    | goeie [xujə] ‚gute/r/s‘ |
| [oːɪ̯] (wie o in Mond + i)  | nooi [noːɪ̯] ‚Mädchen‘   |
| [aːɪ̯] (wie a in Vater + i) | draai [draːɪ̯] ‚drehen‘  |

### Konsonanten
Die Konsonanten b, d, f, h, j, k, l, m, n, p, t werden wie im Deutschen ausgesprochen, p, t und k sind jedoch nicht aspiriert.
Der im Niederländischen häufige Buchstabe Z (für das stimmhafte S) wurde durch S ersetzt und wird nur mehr in Fremdwörtern bzw. Eigennamen z. B. Zambië (Sambia) verwendet. Dadurch änderte sich auch die Schreibweise des Landesnamens von Zuid-Afrika in Suid-Afrika, sodass das Nationalitätszeichen ZA eigentlich nicht mehr stimmt.
| Konsonant | Position                | Aussprache nach IPA        | Beispiel                                                          |
| --------- | ----------------------- | -------------------------- | ----------------------------------------------------------------- |
| g         | zwischen l bzw. r und e | [g]                        | berge ['bεrgə] ‚Berge‘                                            |
| g         | alle anderen Positionen | [x] (ach-Laut)             | gaan [xɑːn] ‚gehen‘, berg [bεrx] ‚Berg‘                           |
| ng        | Silbenende              | [ŋ]                        | kussing ['køsəŋ] ‚Kissen‘                                         |
| r         | überall                 | [r] (Zungenspitzen-r)      | rekenaar ['rɪə̯kənɑːr] ‚Rechner, Computer‘                         |
| s         | überall                 | [s] (stimmloses s)         | kos [kɔs] ‚Kosten‘, siek [sik] ‚krank‘, gesond [xə'sɔnt] ‚gesund‘ |
| sj        | überall                 | [ʃ] (deutsches sch)        | Sjina ['ʃina] ‚China‘                                             |
| tj        | überall                 | [c] (zwischen tj und tsch) | bietjie ['bici] ‚bisschen‘, tjop [cɔp] ‚Kotelett‘                 |
| v         | überall                 | [f] (deutsches f)          | vry [frɛĭ] ‚frei‘                                                 |
| w         | nach d, k, s, t         | [w] (englisches w)         | twee [twɪə̯] ‚zwei‘, swem [swεm] ‚schwimmen‘                       |
| w         | alle anderen Positionen | [v] (deutsches w)          | sewe ['sɪə̯və] ‚sieben‘                                            |

## Grammatik
Die Wortstruktur des Afrikaans ist sehr einfach, da die meisten Flexionsendungen abgebaut wurden.

### Substantive
Substantive haben wie im Englischen kein grammatisches Geschlecht.

#### Artikel
Der bestimmte Artikel ist im Singular und Plural immer die, der unbestimmte Artikel im Singular  ’n (gesprochen wie ein unbetontes e (Schwa), [ə]):
| Afrikaans                   | Niederländisch                              | Deutsch                       |
| --------------------------- | ------------------------------------------- | ----------------------------- |
| die man, die vrou, die kind | de man, de vrouw, het kind                  | der Mann, die Frau, das Kind  |
| ’n man, ’n vrou, ’n kind    | een / ’n man, een / ’n vrouw, een / ’n kind | ein Mann, eine Frau, ein Kind |

#### Plural
Die häufigste Pluralendung ist -e:
| Singular | Plural | Niederländisch Plural | Deutsch |
| -------- | ------ | --------------------- | ------- |
| voet     | voete  | voeten                | Fuß     |
| bus      | busse  | bussen                | Bus     |
| man      | manne  | mannen                | Mann    |
| minuut   | minute | minuten               | Minute  |

Substantive, die auf einen langen Vokal + d oder g enden, verlieren diesen Konsonanten im Plural normalerweise:
| Singular | Plural | Niederländisch Plural | Deutsch |
| -------- | ------ | --------------------- | ------- |
| oog      | oë     | ogen                  | Auge    |
| tyd      | tye    | tijden                | Zeit    |
| vraag    | vrae   | vragen                | Frage   |

Die zweithäufigste Endung ist -s. Sie tritt hauptsächlich bei mehrsilbigen Wörtern auf, darunter bei Diminutiven und solchen auf -el, -ël oder -er:
| Singular | Plural   | Niederländisch Plural | Deutsch  |
| -------- | -------- | --------------------- | -------- |
| liedjie  | liedjies | liedjes               | Liedchen |
| moeder   | moeders  | moeders               | Mutter   |
| voël     | voëls    | vogels                | Vogel    |

Eine weitere Endung ist -te (oft bei kurzem Vokal + g oder s; in historischer Sicht handelt es sich um ein im Singular entfallenes auslautendes -t, das im Plural wieder eintritt):
| Singular | Niederländisch Singular | Plural | Niederländisch Plural | Deutsch |
| -------- | ----------------------- | ------ | --------------------- | ------- |
| nag      | nacht                   | nagte  | nachten               | Nacht   |
| amp      | ambt                    | ampte  | ambten                | Amt     |

#### Relationen im Satz
Unterschiedliche Satzelemente werden im Afrikaans nicht durch Fälle ausgedrückt, es gibt keine Kasusflexion.
Der herkunftsanzeigende Genitiv wird durch eine Umschreibung mit van gebildet, der besitzanzeigende Genitiv durch Nachstellung eines se (ursprünglich das enklitische zy, vgl. umgangssprachlich deutsch dem Mann sein Hund). Die Phrase vor dem se darf dabei sehr lang sein und sogar einen Relativsatz enthalten.
| Afrikaans                                | Niederländisch                                 | Deutsch                                                                                      |
| ---------------------------------------- | ---------------------------------------------- | -------------------------------------------------------------------------------------------- |
| die boeke van Gordimer                   | de boeken van Gordimer / Gordimers boeken      | Gordimers Bücher (Die Bücher von Gordimer = die Bücher, die von Gordimer geschrieben wurden) |
| die man se hond                          | De hond van de man (De man zijn [z’n] hond)    | Der Hund des Mannes (Dem Mann sein Hund)                                                     |
| die man wat ek gister gesien het se hond | De hond van de man, die ik gisteren gezien heb | Der Hund des Mannes, den ich gestern sah (Dem Mann, den ich gestern sah, sein Hund)          |

Objekte können im Afrikaans zur besseren Verständlichkeit durch ein vorgestelltes vir (eigentlich ‚für‘) eingeführt werden, ein Zwang hierzu besteht allerdings nicht. Bei Verben, die zwei Objekte erfordern, kann das vir nur das indirekte Objekt markieren.
| Afrikaans                    | Niederländisch               | Deutsch                     |
| ---------------------------- | ---------------------------- | --------------------------- |
| Ek sien die man.             | Ik zie de man.               | Ich sehe den Mann.          |
| Ek sien vir die man.         | Ik zie de man.               | Ich sehe den Mann.          |
| Ek gee die man die boek.     | Ik geef de man het boek.     | Ich gebe dem Mann das Buch. |
| Ek gee die boek vir die man. | Ik geef het boek aan de man. | Ich gebe das Buch dem Mann. |

Aus dem Englischen übernommen und durch den Objektmarker erweitert ist der häufige Abschiedsgruß Sien vir jou later.

### Pronomina
Die Personalpronomina für das Subjekt des Satzes sind:
| Afrikaans | Niederländisch | Deutsch                |
| --------- | -------------- | ---------------------- |
| ek        | ik             | ich                    |
| jy        | jij/gij        | du                     |
| hy        | hij            | er                     |
| sy        | zij            | sie                    |
| dit       | het            | es                     |
| ons       | wij            | wir                    |
| julle     | jullie         | ihr                    |
| hulle     | zij            | sie                    |
| u         | u              | Sie (Höflichkeitsform) |

Die Pronomina für Objekte sind:
| Afrikaans | Niederländisch | Deutsch                      |
| --------- | -------------- | ---------------------------- |
| my        | mij            | mich / mir                   |
| jou       | jou            | dich / dir                   |
| hom       | hem            | ihn / ihm                    |
| haar      | haar           | sie / ihr                    |
| dit       | het            | es / ihm                     |
| ons       | ons            | uns                          |
| julle     | jullie         | euch                         |
| hulle     | hen            | sie                          |
| u         | u              | Sie/Ihnen (Höflichkeitsform) |

Das prädikative Possessivum unterliegt keiner Kongruenz mit dem Bezugsnomen:
| Afrikaans          | Niederländisch                           | Deutsch                                                    |
| ------------------ | ---------------------------------------- | ---------------------------------------------------------- |
| Dis my huis(e).    | Dit/het is(zijn) mijn huis(huizen).      | Es ist mein Haus. / Es sind meine Häuser.                  |
| Dis jou huis(e).   | Dit/het is(zijn) jouw huis(huizen).      | Es ist dein Haus. / Es sind deine Häuser.                  |
| Dis sy huis(e).    | Dit/het is(zijn) zijn huis(huizen).      | Es ist sein Haus. / Es sind seine Häuser.                  |
| Dis haar huis(e)   | Dit/het is(zijn) haar huis(huizen).      | Es ist ihr Haus. / Es sind ihre Häuser.                    |
| Dis ons huis(e).   | Dit/het is(zijn) ons(onze) huis(huizen). | Es ist unser Haus. / Es sind unsere Häuser.                |
| Dis julle huis(e). | Dit/het is(zijn) jullie huis(huizen).    | Es ist euer Haus. / Es sind eure Häuser.                   |
| Dis hulle huis(e). | Dit/het is(zijn) hun huis(huizen).       | Es ist ihr Haus. / Es sind ihre Häuser.                    |
| Dis u huis(e).     | Dit/het is(zijn) uw huis(huizen).        | Es ist Ihr Haus. / Es sind Ihre Häuser. (Höflichkeitsform) |

Auch das Possessivpronomen wird nicht flektiert, es gibt keine Unterscheidung nach Numerus oder syntaktischer Funktion:
| Afrikaans      | Niederländisch                                   | Deutsch                                          |
| -------------- | ------------------------------------------------ | ------------------------------------------------ |
| Dis myne.      | Dit/het is van mij (ndl. dialektal: mijnes).     | Es ist meins. / Es sind meine.                   |
| Dis joune.     | Dit/het is van jou (ndl. dialektal: jouwes).     | Es ist deins. / Es sind deine.                   |
| Dis syne.      | Dit/het is van hem.                              | Es ist seins. / Es sind seine.                   |
| Dis hare.      | Dit/het is van haar.                             | Es ist ihr. / Es sind ihre.                      |
| Dis ons s’n.   | Dit/het is van ons (ndl. dialektal: onzes).      | Es ist unseres. / Es sind unsere.                |
| Dis julle s’n. | Dit/het is van jullie (ndl. dialektal: jullies). | Es ist eures. / Es sind eure.                    |
| Dis hulle s’n. | Dit/het is van hen (ndl. dialektal: hunnes).     | Es ist ihres. / Es sind ihre.                    |
| Dis u s’n.     | Dit/het is van u (ndl. dialektal: uwes).         | Es ist Ihres. / Es sind Ihre. (Höflichkeitsform) |

### Verben

#### Infinitiv (Grundform)
Der Infinitiv im Afrikaans kommt in drei Formen vor:
a) om te + Verb:
| Afrikaans                                  | Niederländisch                                          | Deutsch                                   |
| ------------------------------------------ | ------------------------------------------------------- | ----------------------------------------- |
| Ek weet nie wat om te doen nie.            | Ik weet niet wat te doen.                               | Ich weiß nicht, was zu tun ist.           |
| Ek hou daarvan om te sing.                 | Ik hou daarvan/ervan (om) te zingen.                    | Ich liebe es, zu singen.                  |
| Ek hou daarvan om in die stortbad te sing. | Ik hou daarvan/ervan (om) in/onder de douche te zingen. | Ich liebe es, unter der Dusche zu singen. |

b) te + Verb (feste Fügungen)
| Afrikaans                    | Niederländisch              | Deutsch                          |
| ---------------------------- | --------------------------- | -------------------------------- |
| Jy behoort te weet.          | Jij behoort te weten.       | Du solltest wissen.              |
| Jy hoef dit nie te doen nie. | Jij hoeft dit niet te doen. | Du musst das nicht machen / tun. |

c) Hilfsverb + Verb
| Afrikaans      | Niederländisch            | Deutsch            |
| -------------- | ------------------------- | ------------------ |
| Ek kan praat.  | Ik kan praten / spreken.  | Ich kann sprechen. |
| Ek sal sing.   | Ik zal zingen.            | Ich werde singen.  |
| Ek wil sing.   | Ik wil zingen.            | Ich möchte singen. |
| Ek moet praat. | Ik moet praten / spreken. | Ich muss sprechen. |

#### Gegenwart
Es gibt keinen Unterschied zwischen dem Infinitiv und den Präsensformen des Verbs. Die Verbformen sind in allen Personen und Numeri gleich (Beispiel loop 'laufen'). Nur zwei Verben haben unregelmäßige Präsensformen: wees 'sein' und hê 'haben':
| Infinitiv                    | loop             | wees           | hê              |
| 1. Sg.                       | ek loop          | ek is          | ek het          |
| 2. Sg.                       | jy loop          | jy is          | jy het          |
| 3. Sg. (mask., fem., neutr.) | hy, sy, dit loop | hy, sy, dit is | hy, sy, dit het |
| 1. Pl.                       | ons loop         | ons is         | ons het         |
| 2. Pl.                       | julle loop       | julle is       | julle het       |
| 3. Pl.                       | hulle loop       | hulle is       | hulle het       |
| Höflichkeitsform             | u loop           | u is           | u het           |

#### Vergangenheit
Es gibt nur eine Vergangenheitsform, das Perfekt. Es wird bis auf eine Ausnahme (hê „haben“ – gehad „gehabt“) mit dem Hilfsverb hê und der Vorsilbe ge-, die vor den Infinitiv gestellt wird, gebildet. Die Satzstellung ändert sich wie im Deutschen:
| Afrikaans              | Deutsch                    |
| ---------------------- | -------------------------- |
| Ek sien die man.       | Ich sehe den Mann.         |
| Ek het die man gesien. | Ich habe den Mann gesehen. |

Bei acht Verben gibt es zusätzlich zum Perfekt noch eine Präteritumform:
| Infinitiv | Perfekt          | Präteritum | Deutsch |
| --------- | ---------------- | ---------- | ------- |
| wees      | het gewees       | was        | sein    |
| hê        | het gehad        | had        | haben   |
| kan       |                  | kon        | können  |
| moet      |                  | moes       | müssen  |
| wil       | het gewil        | wou        | wollen  |
| sal       |                  | sou        | werden  |
| weet      | het geweet       | wis        | wissen  |
| dink      | het gedink/gedog | dog        | denken  |

#### Zukunft
Das Futur wird mit den Hilfsverben gaan (bei Absichten) und sal (bei nicht beeinflussbaren Ereignissen) und dem Infinitiv gebildet. Die Satzstellung ändert sich wie im Deutschen:
| Afrikaans                  | Deutsch                                                          |
| -------------------------- | ---------------------------------------------------------------- |
| Ek sien die man.           | Ich sehe den Mann.                                               |
| Ek sal die man môre sien.  | Ich werde den Mann morgen sehen. (z. B. bei der Arbeit)          |
| Ek gaan die man môre sien. | Ich werde den Mann morgen sehen. (ich habe einen Termin mit ihm) |

#### Konjunktiv
Der Konjunktiv (II) wird allgemein mit der Vergangenheitsform des Verbs sal 'werden', sou, gebildet. Um eine andere Einstellung des Sprechers zur Verbalhandlung auszudrücken, wird außerdem die Vergangenheit anderer Modalverben (z. B. wil ‚wollen‘) hinzugezogen:
| Afrikaans                        | Deutsch                                                           |
| -------------------------------- | ----------------------------------------------------------------- |
| Ek sou die motor koop.           | Ich würde das Auto kaufen. (an Stelle des Angesprochenen)         |
| Ek sou graag die motor wou koop. | Ich würde das Auto gerne kaufen. (Absicht des Sprechers)          |
| Ek sou die motor gekoop het.     | Ich hätte das Auto gekauft. (= Ich würde das Auto gekauft haben.) |

Der Konjunktiv dient vor allem als Ausdruck der Nichtwirklichkeit und irrealer Bedingungssätze. Im Bedingungssatz wird wie im Englischen, aber im Gegensatz zum Deutschen die einfache Vergangenheit verwendet:
| Afrikaans                                  | Deutsch                                               |
| ------------------------------------------ | ----------------------------------------------------- |
| As ek jy was, sou ek die motor gekoop het. | Wenn ich du wäre, hätte ich das Auto gekauft.         |
| Hy sou my kon help as hy wou.              | Er hätte mir helfen können, wenn er es gewollt hätte. |

### Adjektive
Man unterscheidet die Adjektive nach ihrem Gebrauch. Adjektive können attributiv oder prädikativ gebraucht werden. Viele Adjektive werden, wenn sie als Attribut vor einem Substantiv stehen, flektiert, d. h., sie erhalten die Endung -e. Dabei kommt es zu den für das Afrikaans so typischen aussprachebedingten Lautveränderungen:
| Afrikaans             | Afrikaans          | Niederländisch                   | Niederländisch      | Deutsch                   | Deutsch                |
| prädikativ            | attributiv         | prädikativ                       | attributiv          | prädikativ                | attributiv             |
| --------------------- | ------------------ | -------------------------------- | ------------------- | ------------------------- | ---------------------- |
| Die kos is smaaklik.  | Die smaaklike kos. | De kost / Het eten is smakelijk. | De smakelijke kost. | Das Essen ist lecker.     | Das leckere Essen.     |
| Die seep is glad.     | Die gladde seep.   | De zeep is glad.                 | De gladde zeep.     | Die Seife ist glatt.      | Die glatte Seife.      |
| Die man is wreed.     | Die wrede man.     | De man is wreed.                 | De wrede man.       | Der Mann ist grausam.     | Der grausame Mann      |
| Die kamer is muf.     | Die muwwe kamer.   | De kamer is muf.                 | De muffe kamer.     | Das Zimmer ist muffig.    | Das muffige Zimmer.    |
| Die man is doof.      | Die dowe man.      | De man is doof.                  | De dove man.        | Der Mann ist taub.        | Der taube Mann.        |
| Die kussing is sag.   | Die sagte kussing. | Het kussen is zacht.             | Het zachte kussen.  | Das Kissen ist weich.     | Das weiche Kissen.     |
| Die berg is hoog.     | Die hoë berg.      | De berg is hoog.                 | De hoge berg.       | Der Berg ist hoch.        | Der hohe Berg.         |
| Die water is koud.    | Die koue water.    | Het water is koud.               | Het kou(d)e water.  | Das Wasser ist kalt.      | Das kalte Wasser.      |
| Die man is besig.     | Die besige man.    | De man is bezig.                 | De bezige man.      | Der Mann ist beschäftigt. | Der beschäftigte Mann. |
| Die man is lank.      | Die lang man.      | De man is lang.                  | De lange man.       | Der Mann ist groß.        | Der große Mann.        |
| Die seuntjie is jonk. | Die jong seuntjie. | De jongen is jong.               | De jonge jongen.    | Der Junge ist jung.       | Der junge Junge.       |
| Die klere is nuut.    | Die nuwe klere.    | De kleren zijn nieuw.            | De nieuwe kleren.   | Die Kleidung ist neu.     | Die neue Kleidung.     |

Eine Ausnahme bilden die sogenannten Farbadjektive. Sie werden nicht flektiert:
| Afrikaans            | Afrikaans         | Deutsch                  | Deutsch               |
| prädikativ           | attributiv        | prädikativ               | attributiv            |
| -------------------- | ----------------- | ------------------------ | --------------------- |
| Die rok is rooi.     | Die rooi rok.     | Das Kleid ist rot.       | Das rote Kleid.       |
| Die sneeu is wit.    | Die wit sneeu.    | Der Schnee ist weiß.     | Der weiße Schnee.     |
| Die skoene is swart. | Die swart skoene. | Die Schuhe sind schwarz. | Die schwarzen Schuhe. |

Außerdem werden viele einsilbige Adjektive (und auch ein paar zweisilbige auf -er) nicht flektiert. Beispiele hierfür sind:
bitter ‚bitter‘, dapper ‚tapfer‘, dik ‚dick‘, laat ‚spät‘, lekker ‚lecker‘, mooi ‚schön‘, vuil ‚schmutzig‘, siek ‚krank‘, suur ‚sauer‘, swaar ‚schwer‘, vet ‚fett‘, warm ‚warm‘, bang ‚ängstlich‘, arm ‚arm‘, vars ‚frisch‘, ryk ‚reich‘.
| Afrikaans             | Afrikaans          | Deutsch                | Deutsch             |
| prädikativ            | attributiv         | prädikativ             | attributiv          |
| --------------------- | ------------------ | ---------------------- | ------------------- |
| Die koffie is bitter. | Die bitter koffie. | Der Kaffee ist bitter. | Der bittere Kaffee. |
| Die blomme is mooi.   | Die mooi blomme.   | Die Blumen sind schön. | Die schönen Blumen  |

Werden diese Adjektive jedoch im übertragenen Sinne gebraucht, so werden sie flektiert:
| Afrikaans               | Afrikaans            | Deutsch                  | Deutsch                |
| prädikativ              | attributiv           | prädikativ               | attributiv             |
| ----------------------- | -------------------- | ------------------------ | ---------------------- |
| Die bedelaar is arm.    | Die arme pasiënt.    | Der Bettler ist arm.     | Der arme Patient.      |
| Die afskeid was bitter. | Die bittere afskeid. | Der Abschied war bitter. | Der bittere Abschied   |
| Die vrugte is ryp.      | Op ’n rype ouderdom. | Die Früchte sind reif.   | In einem reifen Alter. |

### Adverbien
Adverbien, auch Umstandswörter genannt, stehen beim Verb, Substantiv oder Adjektiv. Sie bestimmen die Art und Weise, den Zeitpunkt und den Grund einer Handlung. Sie unterscheiden sich im Afrikaans meist in ihrer Form nicht von den Adjektiven.
| Adjektiv | Adverb |
| --- | --- |
| Jy is baie vinnig. (Du bist sehr schnell.)                                                                                    | Jy stap baie vinnig. (Du gehst sehr schnell.)                                                                                |
| Sy is goed. (Sie ist gut.) | My dogtertjie kan goed lees. (Mein Töchterchen kann gut lesen.)                                                              |
| Hierdie woordeboek is sterk uitgebrei en volledig hersien. (Dieses Wörterbuch wurde stark erweitert und völlig überarbeitet.) | Dis ’n sterk uitgebreide, volledig hersiene woordeboek. (Es ist ein stark erweitertes und völlig überarbeitetes Wörterbuch.) |

Zur Bildung von Adverbien wird häufig auch der Wortstamm verdoppelt:
| Afrikaans                                 | Deutsch                                                                               |
| ----------------------------------------- | ------------------------------------------------------------------------------------- |
| Die skape loop wei-wei op die veld.       | Die Schafe weiden auf dem Feld. (wörtlich: ‚Die Schafe laufen weidend auf dem Feld.‘) |
| Die boeke lê plek-plek op die tafel.      | Die Bücher liegen verstreut (‚hier und da‘) auf dem Tisch.                            |
| Die kinders klim een-een uit die bus uit. | Die Kinder steigen eins nach dem anderen aus dem Bus.                                 |

### Verneinung
Das letzte Wort einer Sinneinheit, in der ein Negationswort auftaucht, ist immer nie ‚nicht‘, wodurch in vielen Fällen eine doppelte Verneinung entsteht. Auch bei vielen niederländischen Dialekten (aber nicht in der Standardsprache) gibt es diese sogenannte doppelte Verneinung.
| Afrikaans                                             | Deutsch                                                   |
| ----------------------------------------------------- | --------------------------------------------------------- |
| Ek werk nie.                                          | Ich arbeite nicht.                                        |
| Niemand werk nie.                                     | Niemand arbeitet.                                         |
| Ek sien niks nie.                                     | Ich sehe nichts.                                          |
| Ek het vir niemand gesien nie.                        | Ich habe niemanden gesehen.                               |
| Ek wil nie werk nie.                                  | Ich will nicht arbeiten.                                  |
| Niemand het die man wat gister gesterf het geken nie. | Niemand hat den Mann, der gestern gestorben ist, gekannt. |
| Ek het die man nog nooit gesien nie.                  | Ich habe den Mann noch nie gesehen.                       |
| Ek kan die boek nêrens vind nie.                      | Ich kann das Buch nirgends finden.                        |

### Diminutive
Diminutive werden wie im Niederländischen häufig gebraucht, die Bildung der korrekten Form gehört zu den komplexeren Aspekten der Sprache. Eine Besonderheit des Afrikaans ist die Möglichkeit der Dopplung von Diminutiven. Dies ist deshalb möglich, da manche Wörter, die früher Diminutive darstellten, nicht mehr als solche angesehen werden. Beispiele hierfür sind ertjie (Erbse) und mandjie (Korb), für die die Diminutive ertjietjie und mandjietjie gebildet werden können.

## Wortschatz

### Der niederländische Grundstamm
Etwa 95 % des Wortschatzes des Afrikaans stammen aus dem Niederländischen. Allerdings haben sich aufgrund von Herkunft und Berufen der ersten Kolonisten (vor allem Bauern aus dem Norden und Seeleute) einige Begriffe aus holländischen Dialekten und der niederländischen Seemannssprache (z. B. kombuis ‚Küche‘, ndl. keuken) im Afrikaans als Standard etabliert. Ebenso haben sich im Afrikaans Wörter gehalten, die im heutigen Niederländischen als antiquiert gelten (z. B. navorsing ‚Nachforschung‘ > ndl. onderzoek), außerdem haben manche Begriffe einen Bedeutungswandel erfahren (z. B. pad ‚Trampelpfad‘ > ‚Weg, Straße, Autobahn‘ oder: fontein ‚Quelle‘, ndl. bron).
Der Wortschatz des Afrikaans hat sich im 20. Jahrhundert durch technische Neuerungen um ein Vielfaches vergrößert. Die Sprachkommission der staatlichen Akademie für Wissenschaft und Kunst gibt seit 1917 eine südafrikanische Grammatik mit Wortlisten und Schreibregeln (Afrikaanse woordelys en spelreëls (AWS)) heraus. Vorbild bei den bewussten Neologismen ist meist das Niederländische (siehe auch Weblinks).

### Der fremdsprachliche Einfluss
Fremdsprachige Wörter (5 % des Wortschatzes) sind vor allem aus dem Englischen, Französischen und dem Deutschen (Sprachen von Kolonisten), dem Malaiischen und dem Kreolportugiesischen (Sprachen ehemaliger Sklaven) sowie den Khoisansprachen und den Bantusprachen (Sprachen der Einheimischen) entlehnt.
Das wohl am häufigsten gehörte Lehnwort ist baie ‚viel, sehr‘, das aus dem Malaiischen banja(k) stammt. Weitere Beispiele für Wörter mit malaiischem Ursprung sind piesang ‚Banane‘, piering ‚Untertasse‘, baadjie (badju) ‚Jacke‘, bar (baharu) ‚unverschämt‘, kapok ‚Schnee‘, katel ‚Bett‘, soebat ‚flehen‘, doepa ‚alkoholisches Getränk‘, baklei (berkahali) ‚kämpfen‘ und sjambok ‚Peitsche‘.
Beispiele von Lehnwörtern aus dem Xhosa, einer der Bantusprachen, sind kaya ‚Haus‘, aikona ‚nein‘ und in neuerer Zeit oeboentoe (ubuntu), in etwa ‚menschenfreundlich‘.
Aus dem Khoikhoi stammen u. a. eina ‚au!‘, aitsa etwa ‚schön gemacht‘ oder auch Ausdruck des Erstaunens und abba ‚(ein Kind) auf dem Rücken tragen‘.
Den stärksten Einfluss auf das Afrikaans hat das Englische ausgeübt. Dieser Einfluss spiegelt sich jedoch nicht so stark im Bereich direkter Wortentlehnungen wider (obwohl es diese durchaus gibt, z. B. spiets, engl. ‚speech‘), sondern vor allem bei Lehnübersetzungen (z. B. sypaadjie, engl. ‚side-walk‘; dit reën katte en honde, engl. ‘It’s raining cats and dogs’).

## Sprachbeispiel
Mit wenig Mühe können Afrikaanssprecher und Niederländer die jeweils andere Sprache lesen und verstehen. Obwohl Afrikaans in der Sprachwissenschaft allgemein als eigenständige Sprache betrachtet wird, steht es der niederländischen Standardsprache immer noch näher als mancher niederländische oder flämische Dialekt. Dies und die niedrigeren südafrikanischen Arbeitslöhne führten u. a. dazu, dass manches niederländische Unternehmen ab Ende des 20. Jahrhunderts seine Kundenbetreuung oder Callcenter-Abteilung nach Südafrika verlagerte.
Afrikaans:
Nuwe navorsing toon (aan) dat aardverwarming ’n impak op sandduine in Suid-Afrika kan hê. Dit sal beteken dat woestynagtige gebiede kan uitbrei en die bestaan van duisende mense kan benadeel. Volgens die tydskrif Nature word voorspel dat die duine kan skuif as gevolg van reënval wat daal en windsterkte wat toeneem.
Niederländisch:
Nieuw onderzoek (alt: navorsing) toont (aan) dat opwarming van de aarde invloed op zandduinen in Zuid-Afrika kan hebben. Dit zal betekenen dat woestijnachtige gebieden zich kunnen uitbreiden en het bestaan van duizenden mensen kunnen benadelen. Volgens het tijdschrift Nature wordt voorspeld dat de duinen kunnen verschuiven als gevolg van afnemende regenval en toenemende windsterkte.
Deutsch:
Neuere Forschung zeigt, dass Erderwärmung Einfluss auf Sanddünen in Südafrika haben kann. Dies wird bedeuten, dass sich wüstenartige Gebiete ausbreiten und so das Leben tausender Menschen beeinträchtigen können. Der Zeitschrift Nature zufolge wird vorhergesagt, dass sich die Dünen als Folge sinkender Regenmengen und zunehmender Winde verschieben können.